# Czesław Łabęcki

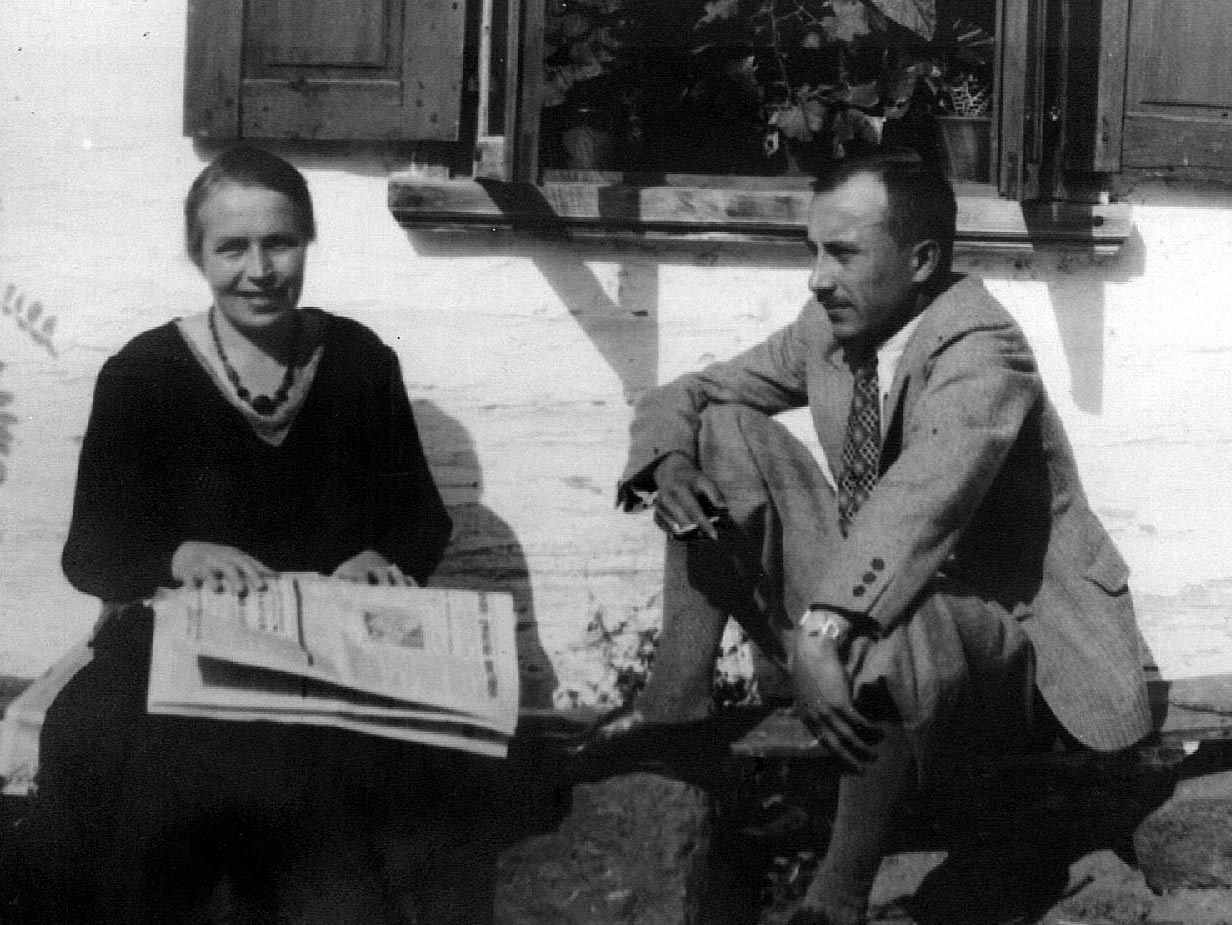
Czesław Łabęcki z matką w roku 1934 (Parczew)

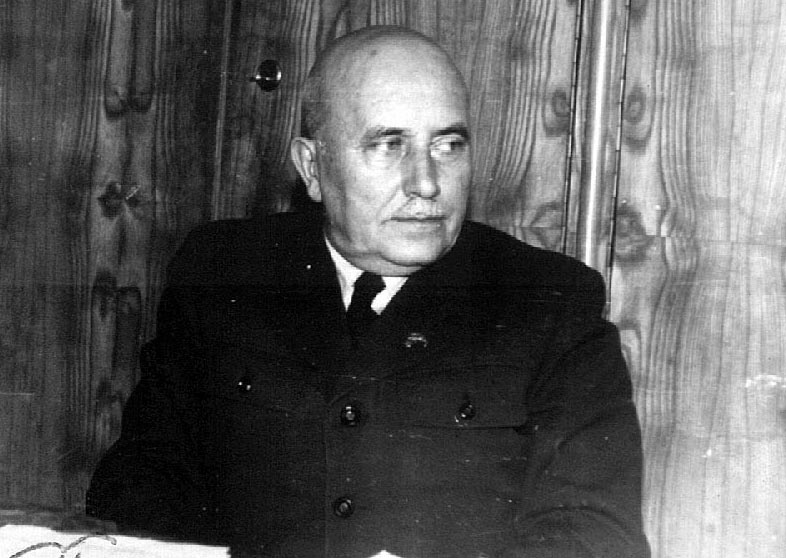
Czesław Łabęcki po przejściu na emeryturę (rok 1973)

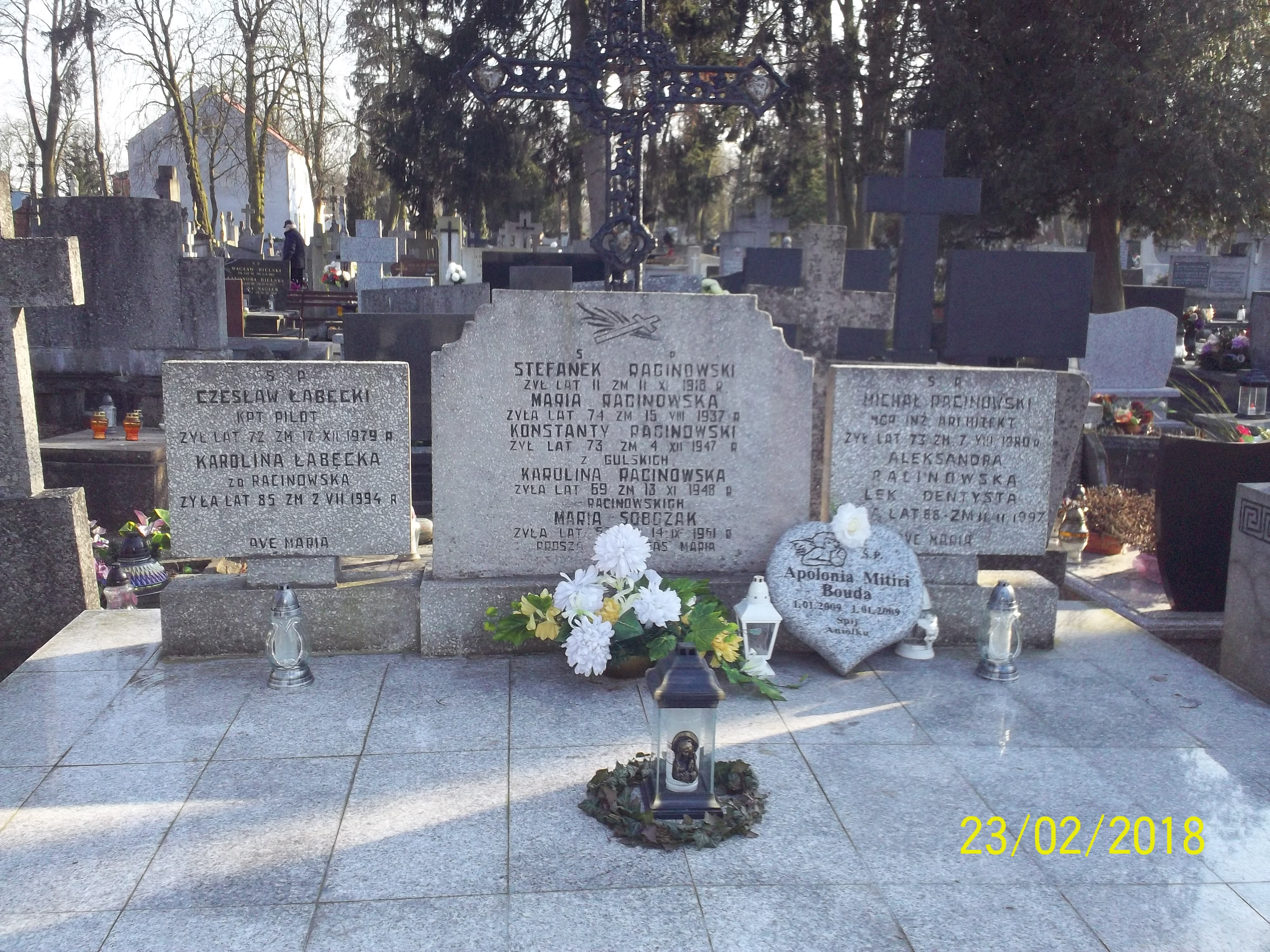
Grób kpt. Czesława Łabęckiego na włocławskim Cmentarzu Komunalnym

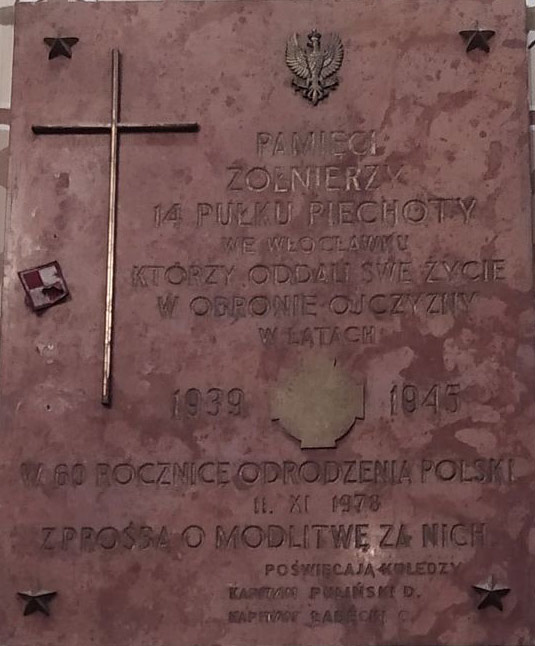
Tablica we włocławskiej katedrze poświęcona pamięci żołnierzy 14 pp – ufundowana przez kapitanów Czesława Łabęckiego i Dyonizego Pulińskiego

Czesław Łabęcki (ur. 26 października 1907 w Ostrowie Lubelskim, zm. 17 grudnia 1979 we Włocławku) – kapitan obserwator lotnictwa Wojska Polskiego, kierownik wyszkolenia ogólno-wojskowego w Szkole Podchorążych Lotnictwa – Grupa Techniczna, dowódca eskadry szkolnej w Bazie Lotniczej Nr 1 podczas wojny obronnej Polski w 1939 r., uczestnik bitwy pod Kockiem, członek konspiracji antyhitlerowskiej w szeregach Związku Walki Zbrojnej i Armii Krajowej.

## Życiorys
Urodził się w Ostrowie Lubelskim jako syn Jana i Feliksy z domu Korol. Był najstarszym z sześciorga rodzeństwa. Pochodził z rzymskokatolickiej rodziny mieszczańskiej o korzeniach szlacheckich i bogatych tradycjach narodowo-wyzwoleńczych. Jego ojciec służył jako weterynarz w armii carskiej, walczył w wojnie rosyjsko-japońskiej i brał udział w bitwie pod Mukdenem. Następnie został żołnierzem „Błękitnej Armii” generała Józefa Hallera, z którą powrócił do Polski w 1919 roku. Uczestniczył w wojnie polsko-bolszewickiej.
Czesław początkowe lata życia spędził w domu swego dziadka – Mikołaja Łabęckiego – w Ostrowie Lubelskim. W roku 1915 został wraz z rodziną (ojciec, jako emigrant zarobkowy, przebywał wówczas w Stanach Zjednoczonych) wypędzony z miasta przez Rosjan, po czym (po przełamaniu frontu i ustaniu walk między wojskami rosyjskimi a austro-węgierskimi i niemieckimi) wyzwolony przez Węgrów został przekazany Niemcom. Początkowo naukę pobierał w Türkheim (Bawaria), Wrocławiu i Namysłowie (w szkole ewangelickiej). Do wolnej Polski powrócił razem z rodziną w 1920 roku i zamieszkał w Lublinie, gdzie przez rok uczęszczał do państwowego gimnazjum im. Stanisława Staszica. Następnie rodzina Łabęckich powróciła do Ostrowa Lubelskiego i zamieszkała u starszego brata ojca – Józefa, by po pewnym czasie przenieść się (już z ojcem) do Parczewa, gdzie zamieszkali w częściowo własnym domu. W trakcie roku szkolnego 1921/1922 przez krótki okres uczył się w modlińskim Korpusie Kadetów Nr 2, z którego ostatecznie zrezygnował. Dalszą naukę pobierał w Gimnazjum Sejmikowym w Radzyniu Podlaskim, a od klasy czwartej uczęszczał do Gimnazjum Państwowego im. Marii Rodziewiczówny w Kobryniu, które ukończył w maju 1928 roku, uzyskując świadectwo dojrzałości. Podczas nauki w Kobryniu utrzymywał się z udzielania korepetycji i pracy u właściciela stancji, na której mieszkał.
Ze względu na trudną sytuację materialną zrezygnował z nauki na wyższej uczelni i zdecydował poświęcić się służbie wojskowej. Po zdaniu egzaminu konkursowego został przyjęty jako słuchacz do Szkoły Podchorążych Piechoty w Ostrowi Mazowieckiej. Naukę pobierał w klasie 59, a kurs unitarny SPP odbył w okresie od dnia 17 września 1928 r. do 28 lipca 1929 roku w Różanie. W trakcie edukacji w Szkole Podchorążych odbywał praktyki w 15 pułku piechoty z Dęblina (1928), 81 pułku piechoty z Grodna (1929), 14 pułku piechoty z Włocławka (1930) i 26 pułku piechoty ze Lwowa (1931), a jednym z jego przełożonych był mjr Henryk Sucharski. Szkolił się również na poligonach w Czerwonym Borze, Biedrusku i Grudziądzu. W późniejszym okresie ukończył również kurs w Centralnej Szkole Strzelniczej w Toruniu oraz kurs w grudziądzkim Centrum Wyszkolenia Kawalerii.
Zarządzeniem Prezydenta Rzeczypospolitej Ignacego Mościckiego (opublikowanym w Dzienniku Personalnym Ministerstwa Spraw Wojskowych Nr 6 z 1931 roku) mianowany został na stopień podporucznika w korpusie oficerów piechoty, ze starszeństwem z dniem 15 sierpnia 1931 roku i 86. lokatą. Zarządzeniem Ministra Spraw Wojskowych, marszałka Polski Józefa Piłsudskiego, wcielony został do 14 pułku piechoty, stacjonującego we Włocławku. Z dniem 1 września 1931 roku został wyznaczony na stanowisko dowódcy plutonu we włocławskim pułku. Początkowy okres jego służby to dowodzenie I plutonem Szkoły Podoficerskiej przy 14 pułku piechoty, a jednocześnie pełnienie obowiązków zastępcy dowódcy tejże szkoły – kapitana Jana Wilczaka. W roku 1932 jako podporucznik 14 pp zajmował 85. lokatę w swoim starszeństwie, a na dzień 1 lipca 1933 roku była to już 84. lokata w starszeństwie (158. lokata łączna wśród podporuczników piechoty). We wrześniu 1933 r. odnotowany został na stanowisku młodszego oficera 4 kompanii strzeleckiej 14 pp.
Od października 1933 roku przebywał na kursie w dęblińskim Centrum Wyszkolenia Oficerów Lotnictwa. Awansowany na stopień porucznika został zarządzeniem Prezydenta Rzeczypospolitej z dnia 22 lutego 1934 roku (opublikowanym dzień później) – ze 151. lokatą w korpusie oficerów piechoty i starszeństwem z dniem 1 stycznia 1934 roku. Na dzień 4 września 1934 roku pozostawał oficerem 14 pp bez ustalonego przydziału (przebywał wówczas nadal na kursie w Dęblinie, który to kurs ukończył 15 sierpnia 1934 r. otrzymując odznakę pilota obserwatora). W dniu 22 grudnia 1934 roku opublikowano zarządzenie Ministra Spraw Wojskowych o przeniesieniu por. Łabęckiego, w korpusie oficerów piechoty, z 14 pułku piechoty do 6 pułku lotniczego. Pozostając oficerem 6 pułku lotniczego, zajmował w dniu 5 czerwca 1935 roku 148. lokatę pośród poruczników korpusu piechoty w swoim starszeństwie (była to zarazem 1906. lokata łączna wśród poruczników piechoty). W 6 pułku lotniczym, stacjonującym na lotnisku Skniłów pod Lwowem, pełnił początkowo służbę w 61 eskadrze liniowej, a następnie w 63 eskadrze towarzyszącej. Podczas wykonywanych lotów por. Łabęcki miał kilka awarii, kilkukrotnie rozbił również samolot, a w następstwie jednej z kraks był hospitalizowany w szpitalu w Jarosławiu. W tym okresie przeniesiony został z korpusu oficerów piechoty do korpusu oficerów lotnictwa. W październiku 1936 roku ukończył kurs „ciężkiego bombardowania” i przeniesiony został do 1 pułku lotniczego z Warszawy (stacjonującego na lotnisku Okęcie) oraz przydzielony do II dywizjonu niszczycielskiego nocnego, na stanowisko zastępcy oficera taktycznego. W okresie od września 1937 do stycznia 1938 roku zajmował stanowisko zastępcy dowódcy 213 eskadry niszczycielskiej nocnej (eskadra bombardowania nocnego). Jesienią 1938 roku został przeniesiony na stanowisko zastępcy komendanta Szkoły Podchorążych Lotnictwa – Grupy Technicznej w Warszawie (stacjonującej na Polu Mokotowskim). Przeniesienie to było wynikiem choroby płuc, której por. Łabęcki nabawił się wskutek latania bez aparatury tlenowej.
Awansowany na stopień kapitana został ze starszeństwem z dniem 19 marca 1939 roku i 52. lokatą w korpusie oficerów lotnictwa – grupa liniowa. Na dzień 23 marca 1939 r. pełnił funkcję kierownika wyszkolenia ogólno-wojskowego w warszawskiej Szkole Podchorążych Lotnictwa – Grupa Techniczna. Jeszcze w marcu tego roku powrócił do 1 pułku lotniczego i objął eskadrę szkolną na Okęciu, a od czerwca 1939 roku dowodził dywizjonem szkolnym 1 pułku lotniczego (składającym się z eskadry szkolnej i eskadry treningowej).

## Kampania wrześniowa i II wojna światowa
Z chwilą ogłoszenia sierpniowej mobilizacji 1 pułk lotniczy uległ rozwiązaniu, a w jego miejsce powstała Baza Lotnicza Nr 1. Kapitan obs. Czesław Łabęcki na dzień 31 sierpnia 1939 roku piastował stanowisko dowódcy eskadry szkolnej w Bazie Lotniczej Nr 1. Eskadra pozbawiona rzutu kołowego i uzbrojenia przemieszczała się, pod jego dowództwem, w kierunku Białej Podlaskiej. W tym czasie została zbombardowana na Służewcu i w Mińsku Mazowieckim. Kpt. Łabęcki walczył z wojskami III Rzeszy i Armii Czerwonej w rejonach Mińska Mazowieckiego, Kałuszyna, Mrozów, Borek i Bedlna. Dołączył do Samodzielnej Grupy Operacyjnej „Polesie” gen. bryg. Franciszka Kleeberga i wziął udział w bitwie pod Kockiem. Uniknął niewoli i w cywilnym przebraniu przez Sosnowicę i Parczew dotarł do Suchowoli, gdzie przystąpił do organizowania ruchu oporu i gromadzenia porzuconej broni. Jego oddział, skupiony następnie w Związku Walki Zbrojnej, działał w trójkącie Włodawa – Chełm – Lubartów. Okupacyjne pseudonimy Czesława Łabęckiego to „Kaktus” i „Szubienica”. Od marca do grudnia 1940 roku leczył się w Szpitalu Ujazdowskim w Warszawie na gruźlicę płuc. Następnie powrócił do Parczewa, gdzie zorganizował siatkę wywiadowczą i utrzymywał łączność z partyzantami działającymi w Lasach Parczewskich. Zagrożony aresztowaniem wyjechał w 1943 roku do Warszawy, skąd został wysiedlony wiosną 1944 roku. Wyzwolenie zastało go w Mogielnicy (w dniu 17 stycznia 1945 roku).
Po wyzwoleniu został w lutym 1945 roku powołany do Ludowego Wojska Polskiego i pełnił służbę w 15 Zapasowym Pułku Lotniczym z Radomia. Był jednym z pierwszych oficerów uruchamiających lotnisko dla samolotów biorących udział w bitwie o Berlin. Po wojnie pomagał w organizacji Wojskowej Technicznej Szkoły Lotniczej w Zamościu, następnie przeniesiony do Wojskowej Szkoły Pilotów w Dęblinie, gdzie objął stanowisko zastępcy dowódcy 3 eskadry szkolnej ds. wyszkolenia liniowego i lotniczego. W marcu 1946 roku, ze względu na stan zdrowia, został zdemobilizowany.

## Okres powojenny
W okresie od połowy kwietnia 1946 do końca 1947 roku pracował na stanowisku zastępcy komendanta Cywilnej Szkoły Pilotów i Mechaników w Ligocie Dolnej koło Gogolina. Na początku stycznia 1948 r. przyjechał do Włocławka, gdzie przebywały jego żona i córka. Od 1 marca 1948 r. pracował w „Polskim Radiu – Radiofonii Przewodowej” – początkowo jako technik dyżurny, następnie jako starszy instruktor. Po przekształceniu jego zakładu pracy w Oddział Radiofonii Przewodowej w Rejonowym Urzędzie Telekomunikacji we Włocławku, przez wiele lat piastował stanowisko zastępcy kierownika tegoż Oddziału. Na emeryturę przeszedł 1 marca 1973 roku. Był jednym z założycieli i działaczy włocławskiej Ligi Lotniczej, przekształconej następnie w Aeroklub Włocławski (zajmował w nim, między innymi, stanowisko prezesa i zastępcy prezesa). Przyczynił się do powstania lotniska we wsi Krzywa Góra, lotniska w Kruszynie, Klubu Lotnika oraz modelarni we Włocławku. Udzielał się w Klubie Seniorów Lotnictwa, Towarzystwie Ochrony Przyrody oraz Powiatowym Zarządzie Gminnej Spółdzielni „Samopomoc Chłopska”. Współorganizował spotkania z lotnikami Polonii, które odbywały się w siedzibie Aeroklubu Polskiego na Krakowskim Przedmieściu. W okresie stalinizmu był prześladowany za swą przynależność do przedwojennego korpusu oficerskiego.
W roku 1978, z okazji 60-tej rocznicy odzyskania przez Polskę niepodległości, ufundował wraz z kpt. Dyonizym Pulińskim tablicę poświęconą pamięci żołnierzy 14 pułku piechoty poległych w latach 1939-1945, umieszczoną we włocławskiej bazylice katedralnej Wniebowzięcia Najświętszej Maryi Panny.

## Rodzina
W roku 1936 zawarł związek małżeński z Karoliną Racinowską, absolwentką Wyższej Szkoły Architektonicznej, z którą mieli córkę Wandę Marię (urodzoną w 1937 roku). Kapitan pilot Czesław Łabęcki zmarł we Włocławku dnia 17 grudnia 1979 roku, w następstwie choroby serca. Pochowany został na tamtejszym Cmentarzu Komunalnym, razem z żoną (zmarłą w dniu 2 lipca 1994 roku) – sektor: 21, rząd: 5, nr grobu: 146.

## Awanse
- podporucznik (15.8.1931)[6]
- porucznik (1.1.1934)[12]
- kapitan (19.3.1939)[29]

## Ordery i odznaczenia
- Krzyż Walecznych (1974)[26]
- Krzyż Kawalerski Orderu Odrodzenia Polski (1979)[26]
- Srebrny Krzyż Zasługi[23]
- Medal „Za udział w walkach o Berlin”[23]
- Medal „Za zasługi dla obronności kraju”[23]
- Odznaka Grunwaldzka[23]
- Złota Odznaka „Zasłużony Pracownik Łączności”[30]
- Państwowa Odznaka Sportowa[31]
- Odznaka Strzelecka[31]
- Odznaka pilota-obserwatora II klasy[23]
- Odznaka XX Lecia Oficerskiej Szkoły Lotniczej[23]
- Odznaka Zasłużony Działacz Lotnictwa Sportowego[26]
- Medal 50-lecia Polskiego Lotnictwa Sportowego[26]